# 2Cellos

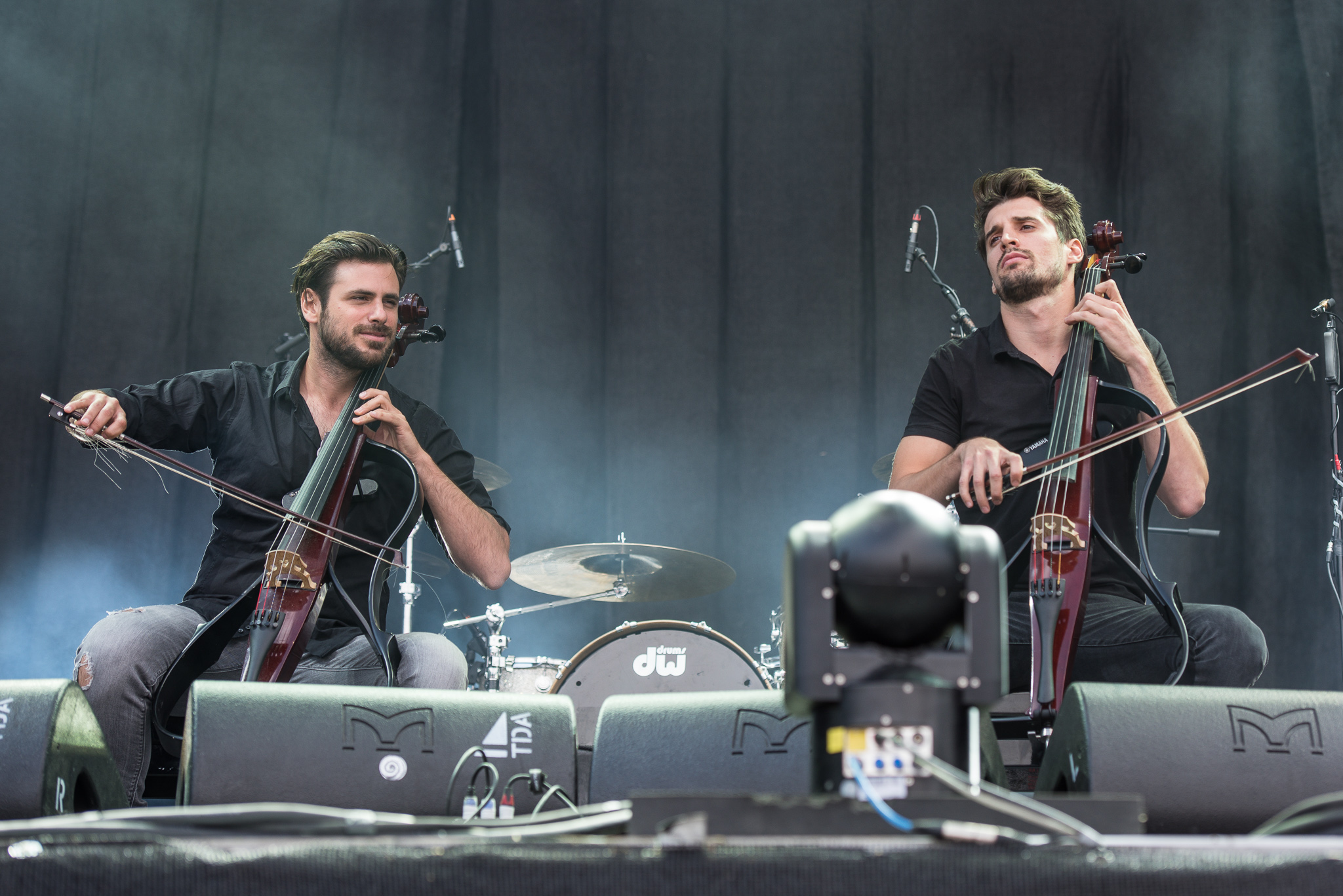
2Cellos 2017

2Cellos war ein kroatisches Cellisten-Duo, bestehend aus Luka Šulić und Stjepan Hauser. Das Duo interpretierte mit seinen Celli vorwiegend bekannte Klassiker aus den Genres Hard Rock, Rock, Pop sowie Filmmusik.

## Werdegang
Luka Šulić und Stjepan Hauser (* 15. Juni 1986 in Pula) lernten sich in Zagreb an der Musikakademie der Universität Zagreb kennen. Hauser studierte in Zagreb, schloss sein Grundstudium jedoch bei Natalia Pavlutskaya am Trinity College of Music (heute Trinity Laban) London ab. Sein Aufbaustudium absolvierte er bei Ralph Kirshbaum als Dorothy Stone Scholar am RNCM in Manchester und bei Bernard Greenhouse in den USA. Šulić war damals mit 15 Jahren der jüngste Musikstudent in der Geschichte der Musikakademie in Zagreb. Es folgten Auslandssemester in Wien sowie an der Royal Academy of Music in London und dem Royal Northern College of Music in Manchester.
2Cellos erlangten internationale Bekanntheit, indem sie selbstgedrehte Videos auf YouTube, darunter Smooth Criminal, veröffentlichten. Daraufhin wurden sie 2011 von Sony Music unter Vertrag genommen. Das erste Album beinhaltete Songs von U2, Nirvana, Coldplay und Sting. Es folgten weltweite Auftritte auf Festivals und Konzerten sowie eine gemeinsame Tour mit Elton John. 2Cellos hatten zudem einen Gastauftritt in der US-amerikanischen Fernsehserie Glee und waren in zahlreichen US-amerikanischen Shows zu sehen, unter anderen in der Ellen DeGeneres-Show. 2013 erschien ihr zweites Album In2ition; das dritte kam 2015 unter dem Namen Celloverse heraus, mit dessen Musik sie in Australien und Japan auf Promotionstour waren.
2Cellos spielten bei der Eröffnungsfeier des Finales der Champions League 2017/18 in Kiew.
Im Jahr 2018 gab das Duo bekannt, eine Ruhepause einlegen zu wollen, um sich auf jeweils eigene Projekte konzentrieren zu können. Als Grund wurde der Stress durch Konzerte, Reisen und Video-Drehs angegeben, jedoch war für das Jahr 2021 eine Rückkehr geplant.
Am 17. September 2021 erschien zum 10-jährigen Jubiläum des Duos das Album Dedicated. Eine Welttour im Jahr 2022 sollte zugleich das vorläufige Ende der Band markieren. Als Grund für die Beendigung der überaus erfolgreichen Zusammenarbeit gaben die beiden Musiker an, sich auf eigene Projekte und Ziele fokussieren zu wollen. Am Beginn der Final 2Cellos World Tour trat das Duo am 18. März 2022 im Sydney Opera House auf.

## Auszeichnungen
- 2012: Porin – Bestes internationales Album
- 2012: Porin – bester internationaler Song (Smooth Criminal)

## Diskografie
- 2011: 2Cellos (Album; Sony Music)
- 2013: In2ition (Album; Sony Music)
- 2015: Celloverse (Album; Sony Music)
- 2017: Score (Album)
- 2018: Let There Be Cello (Album, Sony Music Entertainment)
- 2021: Dedicated (Album; Sony Masterworks)